# Planty (województwo podlaskie)
Planty – wieś w Polsce położona w województwie podlaskim, w powiecie białostockim, w gminie Michałowo.
W latach 1975–1998 miejscowość administracyjnie należała do województwa białostockiego.
Wierni Kościoła rzymskokatolickiego należą do parafii Opatrzności Bożej w Michałowie.
W strukturze Kościoła prawosławnego wieś należy do parafii pw. Narodzenia św. Jana Chrzciciela w niedalekiej Nowej Woli. W trzeci dzień po Wielkanocy wieś uroczyście obchodzi swoje patronalne święto.